# رومانوم
رومانوم یک آبخوست و منطقه شهرداری در تالاب چوک، ایالت چوک، ایالات فدرال میکرونزی است. با مساحت ۰٫۸ کیلومتر مربع (۰٫۳۱ مایل مربع)، جمعیت آن بر پایه سرشماری سال ۱۹۸۸، ۴۴۲ نفر بوده است.